# Système éducatif aux États-Unis
Le système éducatif aux États-Unis est décentralisé, la plupart des décisions sur le fonctionnement des écoles, les programmes et sur le financement étant prises par des instances locales : les school boards. Les programmes scolaires (curricula) sont en général établis par chaque État des États-Unis. Le gouvernement fédéral, via le département de l'Éducation des États-Unis, intervient surtout dans le financement de l’éducation. Les écoles privées élaborent leur programme librement et, dans le système public, seulement 22 États sur 50 établissent une liste de manuels recommandés. Dans la majorité des États, la liberté de choix est totale. Les assemblées législatives de chaque État fédéré établissent un socle minimum commun de connaissances dans les programmes.
Les cours sont dispensés en anglais dans les 50 États, en espagnol dans le territoire non incorporé de Porto Rico. Il n'y a pas de langue constitutionnellement officielle aux États-Unis, mais 32 des 50 États fédérés ont adopté l'anglais comme langue officielle. Le hawaïen est une deuxième langue officielle dans l'État de Hawaï, et quelque 20 langues amérindiennes ont été officialisées dans l'État d'Alaska. L'espagnol est aussi une langue officielle dans le territoire de Porto Rico, et le chamorro dans le territoire de Guam ; le français est une langue « à facilités » dans plusieurs paroisses de la Louisiane. Chaque school district, ou circonscription scolaire, a le choix de sa langue d'enseignement, mais l'anglais est le choix dans les 50 États, y compris à Hawaï et en Louisiane. Les Porto-Ricains ont choisi l'espagnol, la langue d'instruction dans ses écoles et à l'université de Porto Rico.
Quelque 90 % des élèves américains sont scolarisés dans le public.
Les États-Unis sont l'un des pays avec le plus grand taux d'investissement dans l'éducation. Il représente 28 % du budget mondial total de l’éducation en 2020.

## Historique

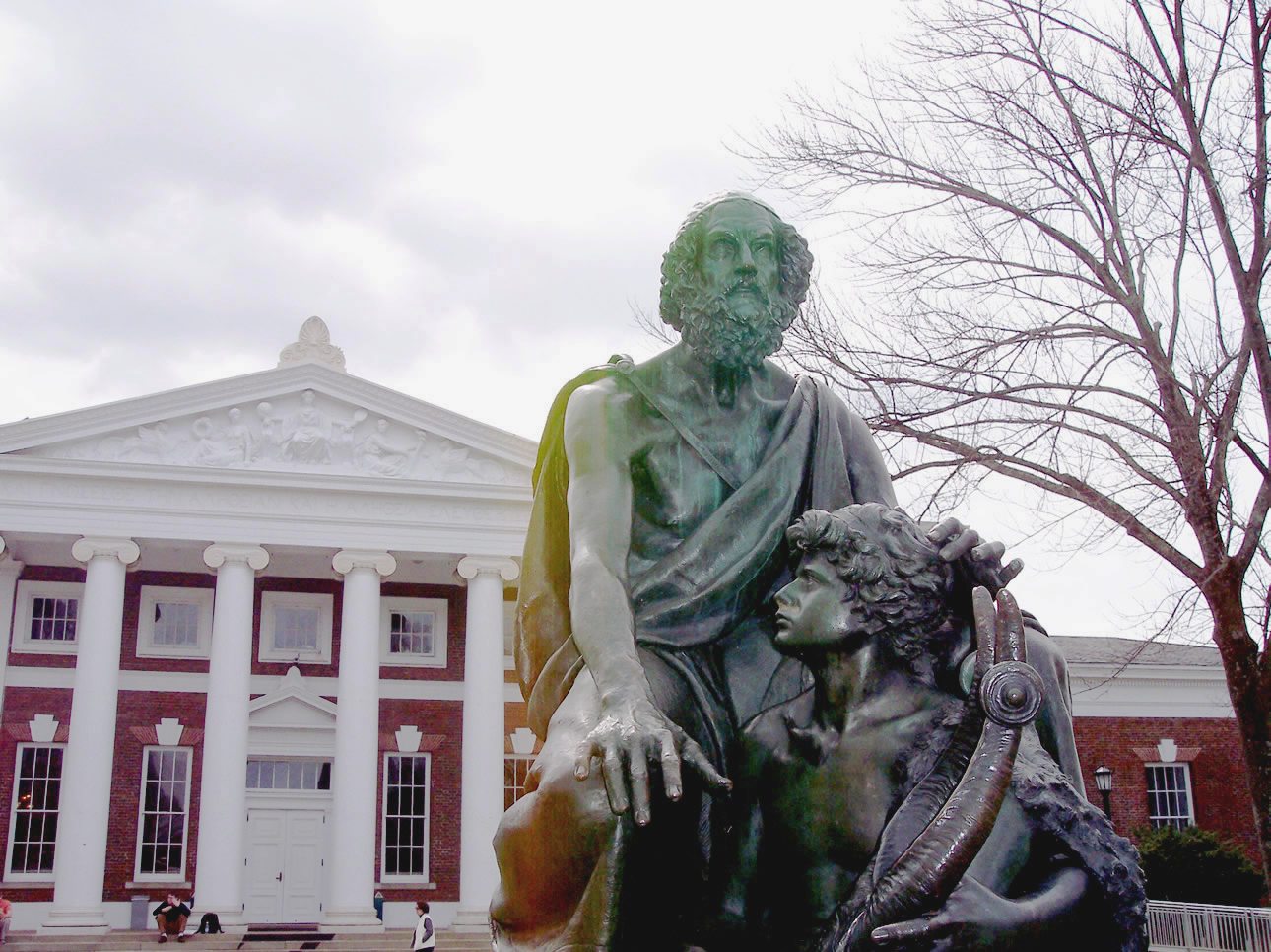
L'université de Virginie, fondée par Thomas Jefferson.

Bien que le roi Frédéric II de Prusse ait décrété en 1763 l'école obligatoire pour tous les enfants jusqu'à l'âge de treize ans, une mesure encore rejetée par de nombreux pays européens près d'un siècle plus tard, certains estiment que les États-Unis sont le premier pays à créer des écoles publiques et gratuites ouvertes à tous. Les premières réformes sont menées dès la fin du XVIIIe siècle sous l’impulsion de Thomas Jefferson : afin d'établir un régime républicain, celui-ci croit aux vertus de la raison et de l’éducation. Il envisage de généraliser l’enseignement primaire en Virginie : à la fin des années 1770, il souhaite ouvrir les écoles primaires à tous les enfants libres, garçons et filles. Il imagine un enseignement secondaire gratuit pour les pauvres. Mais ces propositions ne sont pas retenues à cause de leur coût jugé trop élevé pour l'État. En 1819, Jefferson organise et dessine les plans de l'université de Virginie et en devient le recteur : fait nouveau pour l’époque, il décide que l’université n’enseignera pas la théologie. Dès 1832, l'État de New York instaure l'école primaire gratuite et obligatoire.
Les États-Unis adoptent en 1819 la Loi sur le Fonds des civilisations (Civilization Fund Act) visant à l’assimilation forcée des populations amérindiennes. Durant plus de 150 ans, des centaines de milliers d’enfants autochtones ont été arrachés à leur famille et à leur communauté, et envoyés de force dans des pensionnats pour être assimilés.
L'enseignement féminin se développe dès le XVIIIe siècle à travers les séminaires pour filles. Le Hartford Female Seminary, fondé à Hartford (Connecticut) en 1823 par Catharine Beecher, est le premier établissement d'enseignement supérieur féminin aux États-Unis. Par la suite, celle-ci crée plusieurs établissements destinés à former des institutrices pour la Frontière de l'Ouest.
Au milieu du XIXe siècle, des réformes sont entreprises dans le Massachusetts par Horace Mann, membre du Conseil d’éducation du Massachusetts, qui rêve d’imposer le système scolaire prussien. Il milite en particulier en faveur d’un allongement de la scolarité obligatoire et d'une meilleure rémunération des professeurs.
Entre 1890 et 1920 sont menées plusieurs réformes qualifiées de « progressistes ». La présidence de Theodore Roosevelt (1901-1909) fut déterminante ; c’est encore à cette époque que la pédagogie est renouvelée grâce aux travaux du philosophe John Dewey, dont l'influence est encore notable aujourd'hui. Ce dernier insiste sur la place essentielle de l’école dans la formation d’une société démocratique.

### Fin de la ségrégation

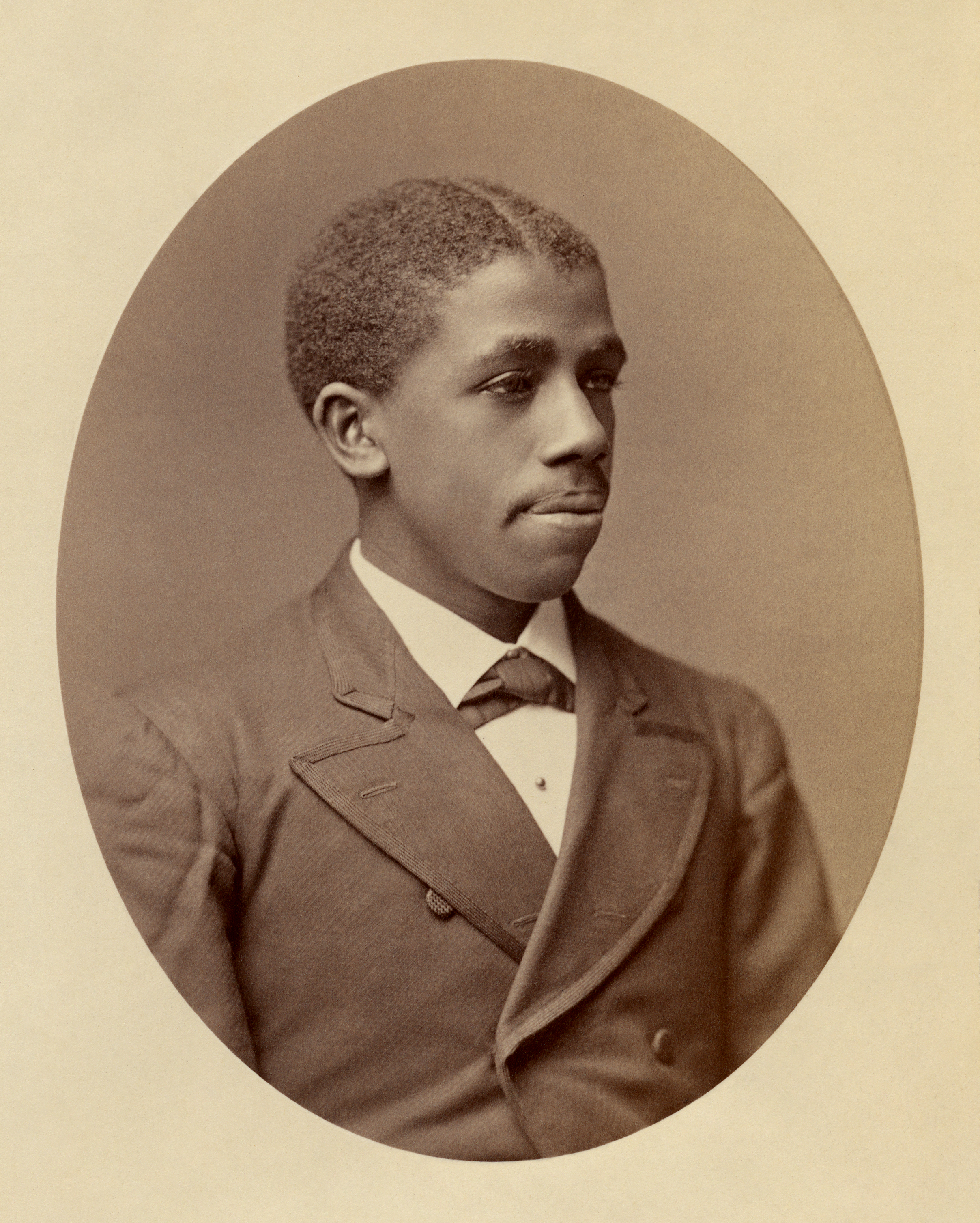
Edward Bouchet, premier Noir a obtenir en 1874 un Ph.D. (Doctorat), par le Yale College. Photo de 1873.

Dès 1944, l'État fédéral met en place le G.I. Bill qui permet à deux millions de soldats démobilisés de faire des études universitaires et de se réadapter à la vie civile.
À partir des années 1950, le système scolaire américain subit d’importantes transformations : grâce aux efforts de l'avocat noir Thurgood Marshall et du NAACP, la ségrégation scolaire est déclarée inconstitutionnelle par la Cour suprême des États-Unis en 1954 (arrêt Brown v. Board of Education). Le busing (transport scolaire des élèves, dans les fameux autobus scolaires jaunes) devait permettre la mixité sociale et raciale en amenant les enfants des quartiers noirs dans les écoles des quartiers blancs. Cependant, dans les États du Sud, la déségrégation se fait dans la violence. En 1957, plusieurs étudiants noirs doivent être escortés pour aller en cours à l'école de Little Rock.
Dans les années 1960, les campus universitaires, dont le plus contestataire est celui de Berkeley, manifestent contre l’engagement des États-Unis dans la guerre du Viêt Nam. Les étudiants réclament en outre des changements sociaux profonds. La politique de l'Affirmative Action (discrimination positive), lancée par le président Lyndon Johnson doit permettre aux Noirs d'intégrer plus facilement les universités américaines. La diversité ethnique devient donc un critère de sélection à l'entrée des facultés. Une grande part de cette lutte contre les inégalités scolaires est laissée aux initiatives privées à l'exemple du programme A Better Chance qui offre, dès 1963, des bourses (scholarships) aux enfants les plus pauvres.
Les années 1970 représentent une époque de réformes de l'école aux États-Unis : en premier lieu, le Congrès américain impose la mixité dans tous les établissements publics en 1972. Deux ans plus tard, une loi, le Bilingual Education Act (en), oblige les écoles à fournir un enseignement bilingue pour les enfants ne maîtrisant pas l’anglais.
Dans les années 1990 apparaissent les Charter Schools à mi-chemin entre public et privé. Ce sont des établissements publics gérés par des groupes privés. Un groupe peut gérer une seule école ou en gérer jusqu'à 200, comme le groupe Academica. Ces écoles ont été un vivier d’innovation pédagogique dans le sport, l'art, la technologie, l'éducation bilingue.

### Chronologie
Liste des fondations
- 1636 : Harvard College

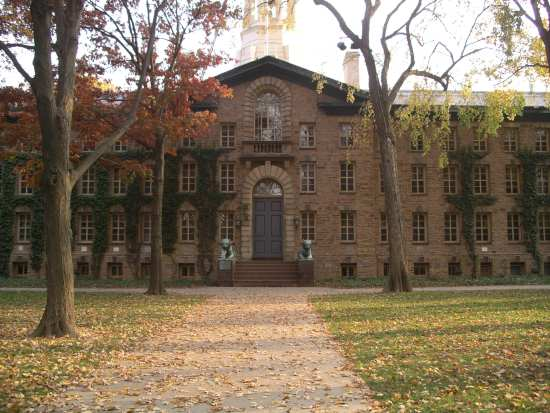
L'université de Princeton.

- 1693 : Collège de William et Mary (Virginie)
- 1701-1707 : Université  Yale
- 1746 : Université du New Jersey, ancien nom de l’université de Princeton (1896)
- 1754 : Université du Roi, New York, ancien nom de l'université Columbia
- 1755 : École de Philadelphie
- 1764 : Brown, ancien nom du collège du Rhode Island
- 1766 : Université de la Reine, New Jersey

## Enseignements primaire et secondaire

### Caractéristiques générales

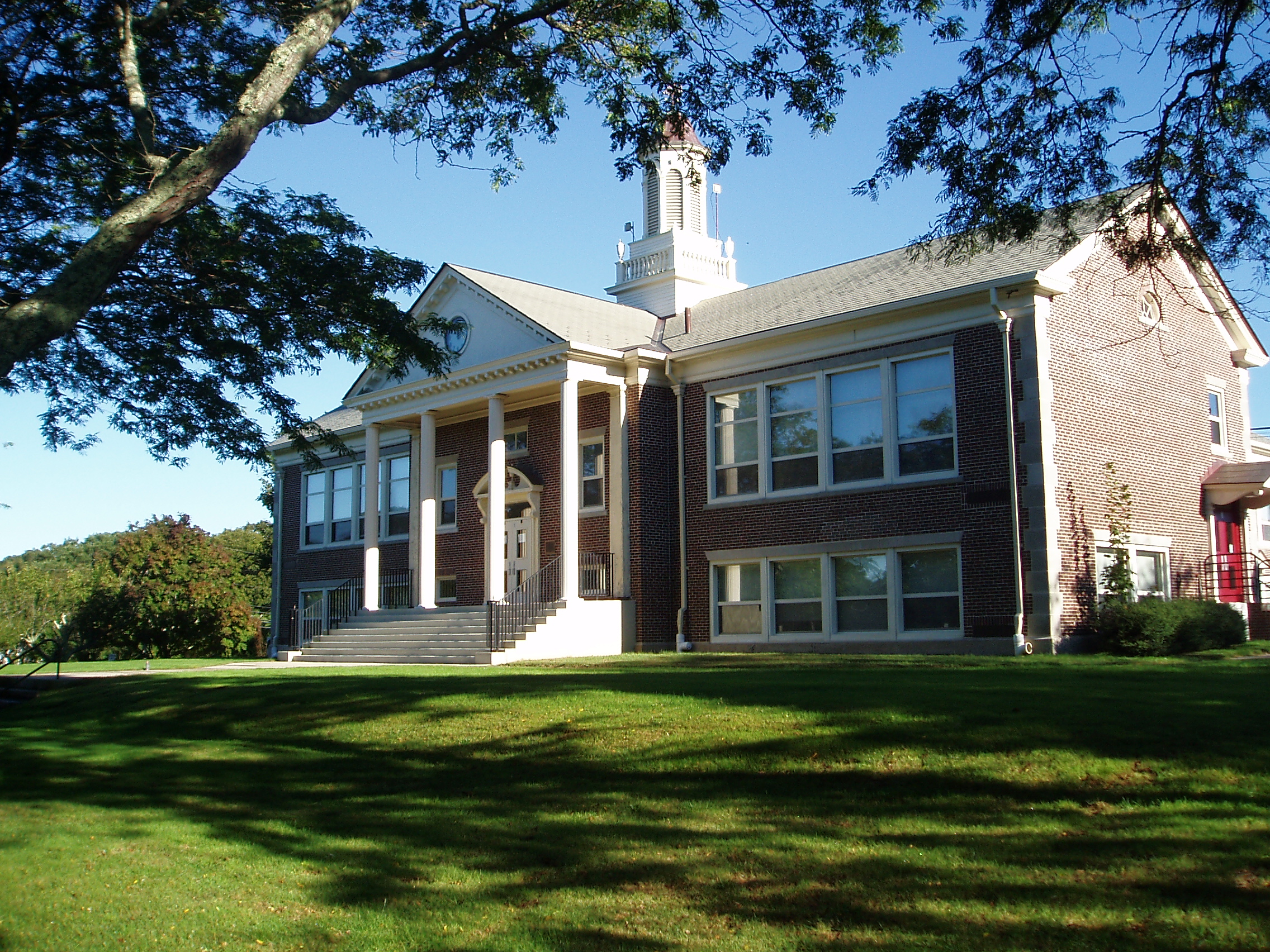
Teaticket School, Falmouth, Massachusetts

La majorité des 50 millions d'élèves américains sont inscrits dans des écoles primaires et secondaires publiques et gratuites. L'école est obligatoire à partir de 6 ans, même si beaucoup d'enfants américains vont à l'école primaire qui se compose de la nursery school (de l'âge d'un an et demi à l'âge de 4 ans)  et des kindergarten (entre 4 et 6 ans). Les écoles primaires (elementary schools) accueillent les enfants à partir de l'âge de 6 ans. Il existe également des middle schools et des junior high schools. Chaque niveau est appelé grade : le grade 4 correspond au CM1 en France, le grade 8 à la 4e. À compter du grade 4, les élèves ont chacun leur propre emploi du temps en fonction des options choisies. L'enseignement secondaire est prodigué dans les high schools qui offre une importante diversité de situations. Les prep schools sont les établissements secondaires les plus prestigieux qui préparent les élèves à entrer dans les meilleures universités des États-Unis. Un diplôme d’études secondaires (high school diploma) vient conclure le parcours dans le secondaire à la fin du 12e grade.
Aux États-Unis, l'enseignement n'est pas organisé de façon centralisée : il est essentiellement sous la responsabilité des états fédérés. L'organisation décentralisée, qui permet une grande souplesse au système éducatif américain, se déploie à trois échelons : local, étatique et fédéral. À l'échelon local, les districts scolaires (school districts) gèrent leur budget et le contenu des programmes, recrutent les professeurs ainsi qu'un surintendant (superintendent). Jusque dans les années 1980, les districts scolaires étaient majoritairement financés par les impôts locaux. Aujourd'hui, ils dépendent surtout des États fédérés. À cet échelon, l'éducation dépend d'un Department of Education et d'un State Board of Education. La Constitution des États-Unis laisse aux États fédérés une indépendance totale dans l'organisation scolaire, le choix des manuels, le salaires des enseignants et le budget consacré à l'enseignement. Ce système est marqué par d'importantes disparités géographiques. Enfin, à l'échelon national, le Ministère de l'Éducation (U.S. Department of Education) fixe les principales orientations et promeut des programmes éducatifs, à la fois dans le secteur public et dans le secteur privé. L'État fédéral ne finance qu'une part très minoritaire de l'éducation (moins de 10 % des dépenses consacrées aux établissements du primaire et du secondaire). Il consacre son attention à corriger les inégalités d'accès à l'éducation, grâce à des programmes comme Head Start.

### Statistiques
- En 1960, 46 millions d'Américains étaient scolarisés ; en 2000, ils étaient 68 millions. En 1967, la moitié des adultes avaient fait des études secondaires ; le chiffre est passé à 61 % en 2000.
- Effectifs selon le Département américain de l'Éducation, à l'automne 2008[13] :
  - 49,8 millions d'élèves dans les écoles publiques primaires et secondaires ;
  - 6,2 millions d'élèves dans les écoles privées primaires et secondaires ;
  - 3,3 millions d'enseignants dans les écoles publiques, 500 000 environ dans les écoles privées ;
  - 14 200 districts scolaires publics pour un total de 97 000 écoles publiques ;
  - 35 000 écoles privées ;
  - Environ 18,3 millions d'étudiants en collège ou en université ;
  - Dans les collèges il y a 12,7 % d'étudiants noirs et 10,8 % d'étudiants hispaniques.
- D'après le rapport annuel de l'OCDE, le pays occupe[Quand ?][14]:
  - le 9e rang des pays de l'OCDE pour l'accès à l'enseignement supérieur ;
  - le 9e rang des pays de l'OCDE pour le taux de population entre 25 et 34 ans étant parvenue à une formation secondaire ;
  - le 13e rang des pays de l'OCDE pour le taux d'obtention d'un diplôme d'enseignement supérieur en trois à six ans ;
  - le 16e rang des pays de l'OCDE pour le taux d'obtention d'un diplôme de l'enseignement secondaire dans la population en âge type de l'obtenir : 73 % d'une génération obtient le diplôme de fin d'études de la High School ;
- Selon un rapport de l'Educational Policy Institute (EPI), le pays consacre 17,2 % du PIB à l'enseignement supérieur.
- En 2018, l'enquête PISA place les États-Unis au treizième rang sur 77 pays pour les performances des élèves, derrière le Canada (6e) mais devant la France (23e)[15]
- Les États-Unis, où vivent seulement 4 % de la population mondiale âgée de 5 à 25 ans, représentent 28 % du budget mondial total de l’éducation en 2007. Ce pays dépense presque autant que l’ensemble des États des six régions suivantes du monde : les États arabes, l’Europe centrale et orientale, l’Asie centrale, l’Amérique latine et les Caraïbes, l’Asie du Sud et de l’Ouest et l’Afrique subsaharienne[16].

### Classes

#### Pre-School,Nursery SchoolouHead Start
- 3-5 ans

#### Elementary SchoolouGrade School
- Kindergarten (jardin d'enfant) : 5-6 ans
- 1st Grade : 6-7 ans
- 2nd Grade : 7-8 ans
- 3rd Grade : 8-9 ans
- 4th Grade : 9-10 ans
- 5th Grade : 10-11 ans

#### Middle SchoolouJunior High School
- 6th Grade : 11-12 ans (parfois, cette classe est assurée par les Elementary Schools)
- 7th Grade : 12-13 ans
- 8th Grade : 13-14 ans

#### High School

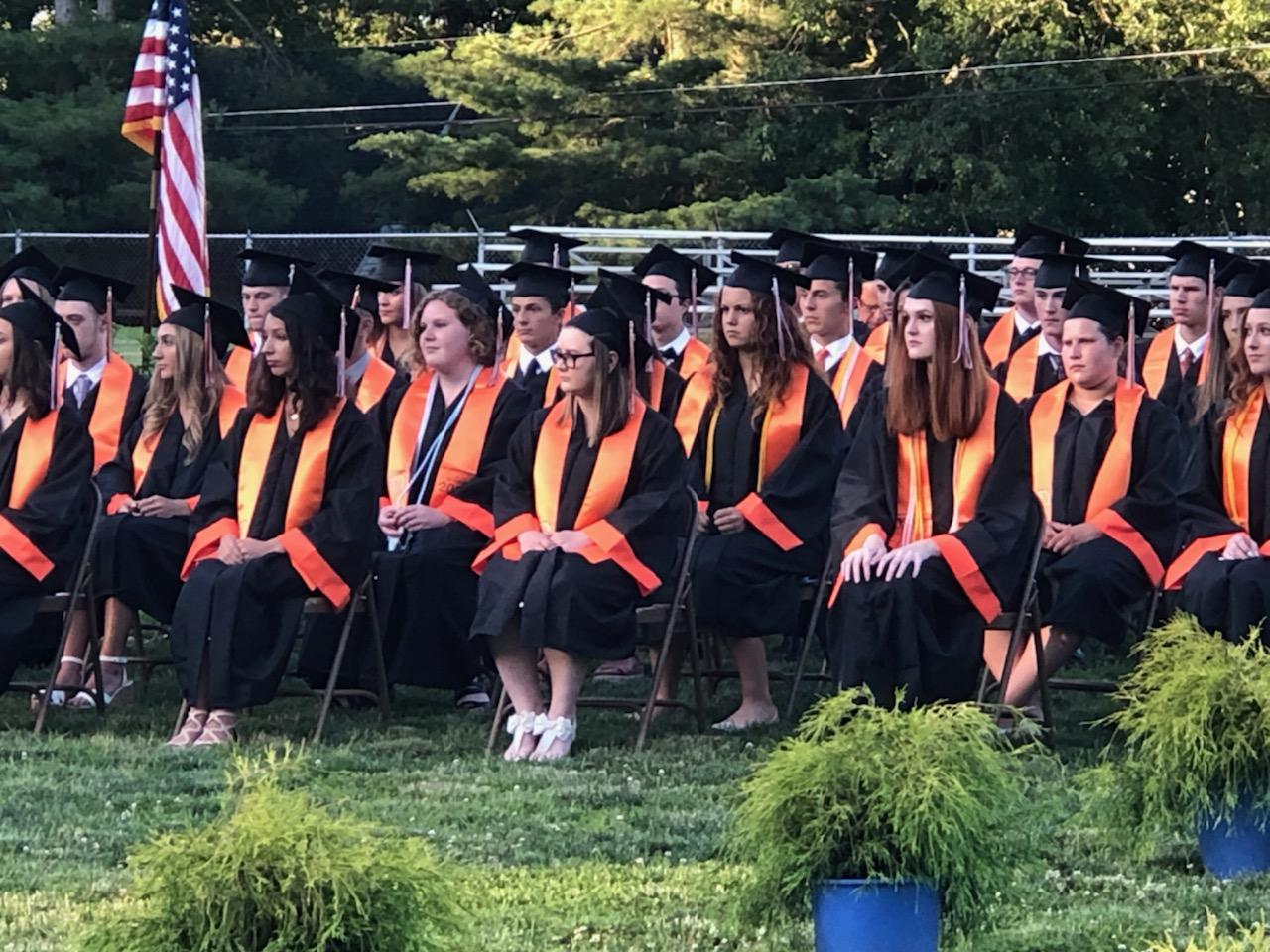
Remise des diplômes de fin d'enseignement secondaire, Pitman High School, 2019

- 9th Grade (dite Freshman year) : 14-15 ans (souvent, cette classe est assurée par les Junior High Schools mais presque jamais par les Middle Schools)
- 10th Grade (dite Sophomore year) : 15-16 ans
- 11th Grade (dite Junior year) : 16-17 ans
- 12th Grade (dite Senior year) : 17-18 ans

#### Community College,Junior CollegeouTechnical College
- Lower Division (division inférieure), cycle de 2 ans débouchant sur un diplôme d’Associate of Arts (A.A.)
- Upper Division (division supérieure), cycle de 2 ans débouchant sur une formation technique supérieure, par exemple un Bachelor of Technology (B.Tech.)

## College[17]ouUniversity
- Undergraduate (premier cycle universitaire) 
  - Cycle de 4 ans débouchant sur un Bachelor[18], par exemple un Bachelor of Arts (B.A.), un Bachelor of Science (B.S.) ou un Bachelor of Fine Arts (B.F.A.).
- Graduate (deuxième et troisième cycles universitaires)
  - Cycle de 2 ans débouchant sur un Master, par exemple un Master of Arts (M.A.), un Master of Science (M.S.), un Master of Business Administration (M.B.A.), un Master of Education (M.Ed.), un Master of Fine Arts (M.F.A.), un Master of Library and Information Science, etc. ;
  - Cycle de 2 à 7 ans débouchant sur un doctorat, pour devenir par exemple Doctor of Philosophy (Ph.D.), Doctor of Arts, Doctor of Theology, Doctor of Medicine ou Juris Doctor (droit)[19].

## Un système décentralisé

Bâtiment du Ministère de l'Éducation des États-Unis, Washington D.C.

Le système scolaire américain est fortement décentralisé, ce qui signifie qu'il relève essentiellement des États fédérés et non du gouvernement fédéral central. Les décisions concernant les programmes, les manuels, la répartition et le montant des dépenses pour l’enseignement sont principalement du ressort de chaque État, ce qui a pour conséquence de fortes disparités, mais aussi une grande souplesse. Les États fédérés sont jaloux de leurs prérogatives en matière d’éducation, ce qui peut provoquer des conflits avec le gouvernement fédéral et un frein aux réformes.
Il existe  au niveau fédéral un département exécutif, équivalent d'un ministère de l’éducation (en anglais : U.S. Department of Education), chargé d'organiser le cadre général du système scolaire avec à sa tête un secrétaire à l'Éducation, nommé par le président américain avec validation du Sénat (comme pour tous les secrétaires à la tête d'un département exécutif). Chaque État fédéré dispose aussi d’un département de l’éducation, secondé par un conseil d’éducation d’État (Board of Education). Les États prennent en charge 45 % des dépenses des établissements publics. Ils composent la carte scolaire (School districts au nombre de 16 000). Au niveau local, les conseils d’éducation (School boards) s’occupent des programmes scolaires, du budget, du personnel scolaire et administratif. Il existe environ 2 000 écoles avec charte (charter schools) aux États-Unis, qui échappent au contrôle des autorités locales.
La décentralisation du système scolaire américain provoque des inégalités de financement : chaque année, les États-Unis consacrent 7 % du produit national brut (PNB) à l’éducation. Les recettes proviennent des impôts locaux et d’une enveloppe fédérale globale (aide aux élèves les plus défavorisés, éducation et soins de santé). Les aides fédérales sont proportionnelles à la richesse des États. Par exemple, le Mississippi reçoit beaucoup plus d’argent que le New Hampshire. Les écarts sont importants entre les États dynamiques et ceux qui ont plus de difficultés. En outre, les inégalités sont également importantes entre les municipalités d’un même État, voire entre les quartiers.
L'absence de centralisation et les différences éducatives ont pour avantage de favoriser les expérimentations et l'inventivité. Elles ont rendu possible entre autres les charters schools, écoles privées à gestion privée et à fonds public, avec de bons résultats dans les quartiers pauvres. Cependant ces résultats doivent être regardés avec nuance : en effet, les écoles sont libres d'accueillir ou non des élèves et elles ont tendance à trier uniquement les bons éléments. De plus, organismes privés, elles sont suspectées de faire d’énormes bénéfices : jusqu'à plus de 50 % des fonds publics versés.

## Discrimination positive et prise en compte de la diversité des élèves

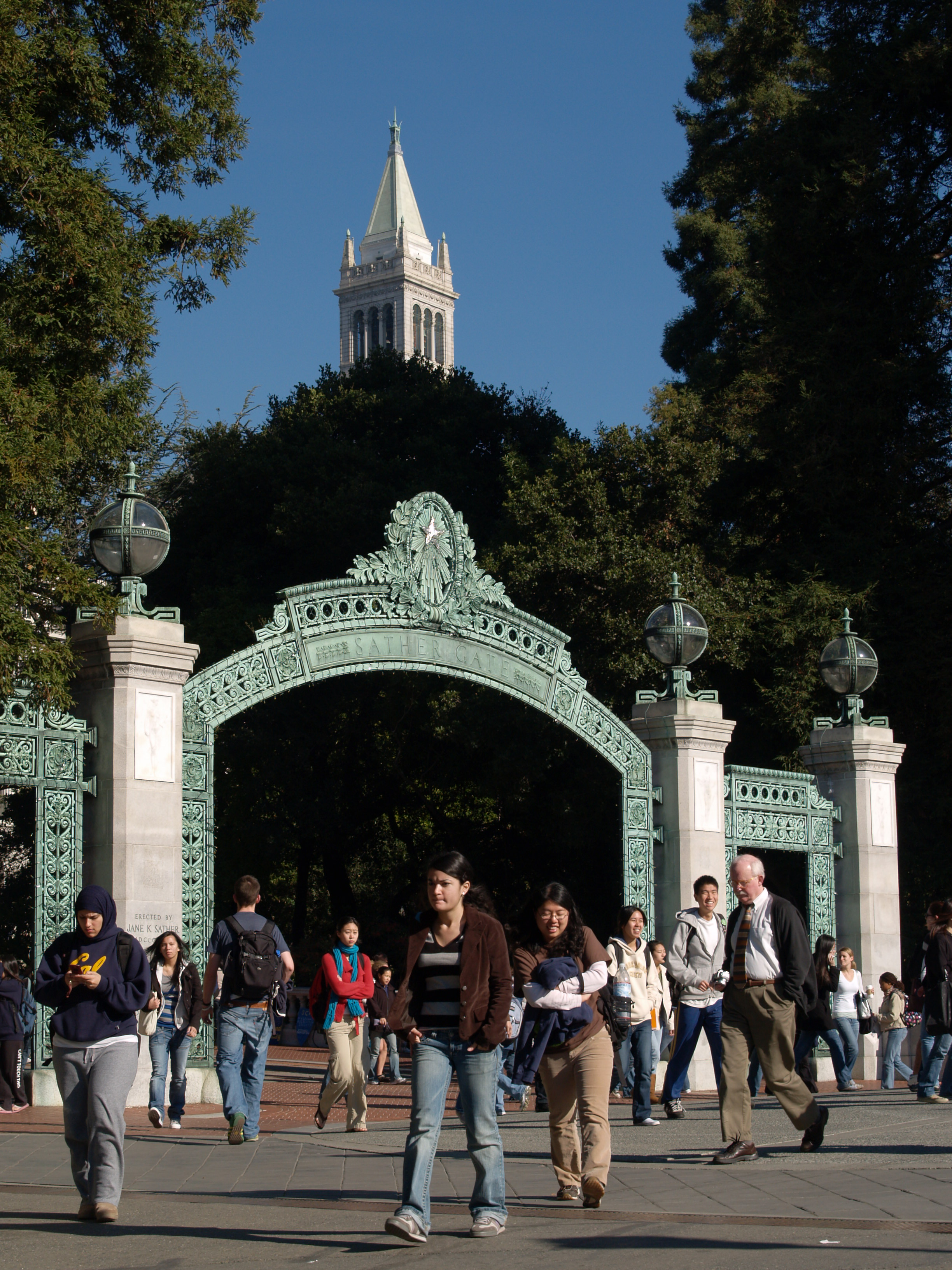
L'université de Californie, entrée du campus de Berkeley (2007).

Depuis les années 1970, des mesures de discrimination positive ont été mises en place pour favoriser l'entrée des minorités ethniques dans les universités et favoriser la mixité sociale.

Néanmoins, la discrimination positive a été remise en cause dès la fin des années 1970. En 1978, la Cour suprême américaine condamne les quotas de la faculté de médecine de l'université de Californie par l'arrêt Blake. La loi Affirmative Action de Ronald Reagan impose un quota de professeurs issus des minorités. En 1996, un référendum d'initiative populaire en Californie met fin à l'affirmative action dans les universités publiques de cet État (proposition 209), puis en Floride (2000), dans l'État de Washington, au Michigan et au Nebraska. Entre le milieu des années 1990 et 2003, la discrimination positive a été supprimée dans les universités du Texas, du Mississippi et de la Louisiane. Le 28 juin 2007, la Cour suprême a interdit la discrimination positive à l'entrée des écoles publiques américaines, à cinq voix contre quatre. La Cour arrête que « la recherche par les écoles d'un objectif estimable ne veut pas dire qu'elles sont libres d'effectuer une discrimination sur la base de l'origine pour l'atteindre ». Désormais, le critère ethnique n'est qu'un élément positif parmi d'autres lors de l'examen des dossiers d'entrée dans les universités américaines.

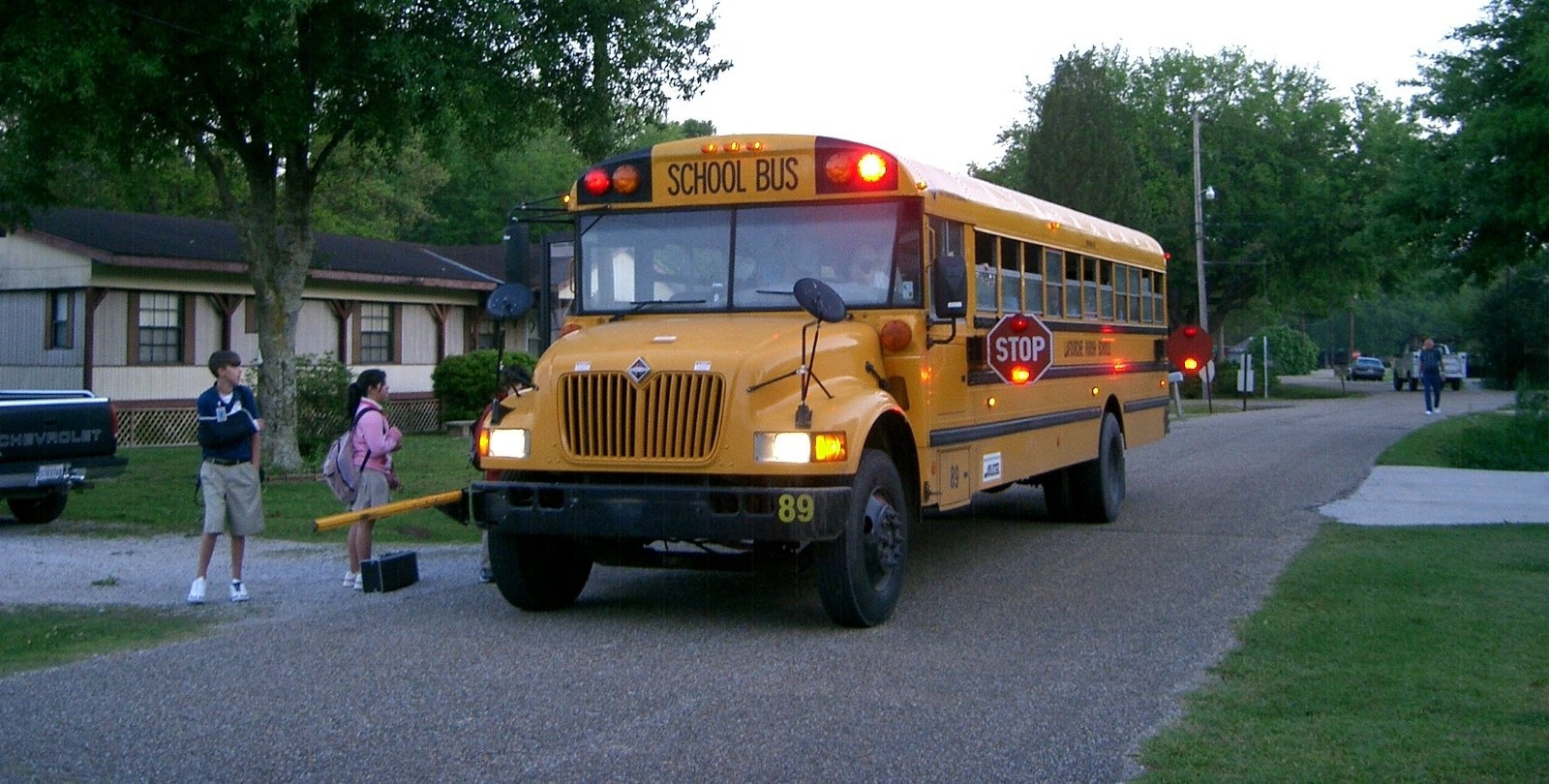
Bus scolaire en Louisiane (2006).

Daniel Sabbagh, spécialiste de l'affirmative action et directeur de recherche au CERI, considère que les politiques de discrimination positives américaines sont efficaces à court terme et permettent aux étudiants issus des minorités ethniques d'être plus nombreux dans les universités. Avec la croissance démographique des groupes minoritaires, les différences raciales ou ethniques s'effacent[réf. nécessaire]. Par conséquent, de nombreux experts[réf. nécessaire] estiment que les inégalités se réduiront et que les programmes de discrimination positive deviendront superflus.
Depuis la déségrégation raciale, les établissements d'enseignement favorisent la diversité ethnique dans les classes : le busing et les magnet schools sont des leviers pour atteindre ce but. Néanmoins, les résultats des élèves afro-américains restent en moyenne inférieurs à ceux de leurs homologues blancs. Les élèves ayant des difficultés scolaires et des handicaps sont intégrés aux classes ordinaires, notamment par l'Individuals with Disabilities Education Act (IDEA). Les Governors schools accueillent les élèves surdoués pendant la période estivale.

## Programmes scolaires
Les programmes ne sont pas les mêmes d'un État à l'autre. On peut consulter (en anglais) les programmes de l'école primaire en l'éducation à l'environnement et l'éducation physique (200 minutes au moins tous les 10 jours d'école ; 400 minutes dans le secondaire). Le programme commence par les objectifs d'apprentissage exprimés en termes de comportements attendus sur lesquels se réfèrent les évaluations des performances scolaires exprimées. Le contenu, les outils, les activités et les voies d'apprentissage sont organisés, de façon variable, pour atteindre ces objectifs d'apprentissage. Cette variation va jusqu'à l'extrême de l'apprentissage individualisé « à la carte » pour chaque élève avec l'aide du Centre multimédia des technologies de l'éducation (educational technology), qui conçoit et produit des ensembles d'apprentissage complets dans différents types et secteurs de formation. Les programmes scolaires, l’insertion des minorités (notamment depuis l'American Ethnic Heritage Act (en) de 1972) et l’initiation à la citoyenneté. En Californie, le Native American Day (4e lundi de septembre) est l'occasion de rendre hommage aux Amérindiens de l'État ; les enseignants sont ainsi invités à parler de la culture amérindienne dans les écoles. Depuis 2004, les cours d'histoire amérindienne sont obligatoires dans les écoles primaires du Maine.
L’enseignement met l’accent sur l’apprentissage des nouvelles technologies, parfois sur la protection de la nature : le code de l'éducation de Californie insiste pour que les élèves soient sensibilisés aux problèmes de l'environnement à tous les niveaux de leur scolarité.

## Religion à l'école
« L’institution scolaire publique est laïque », dans le sens où les enseignants ne doivent pas faire de prosélytisme. Depuis 1952 (arrêt Engel versus Vitale), la prière est interdite à l'école. La Constitution des États-Unis, et plus particulièrement l’Establishment Clause du Premier amendement de la Constitution des États-Unis dispose qu’il n’existe pas de religion officielle aux États-Unis ; l'institution scolaire doit être neutre. Aux États-Unis, il existe des écoles confessionnelles chrétiennes, juives et islamiques.

## Les différentes écoles
La majorité des élèves américains est scolarisée dans des établissements publics. Les écoles privées sont dans la plupart des cas gérées par des organisations religieuses. Une minorité d’enfants est élevée en dehors du cadre scolaire (Home Schooling) par leurs parents ou grâce aux écoles virtuelles, sur Internet. Il existe enfin de plus en plus de same sex schools (écoles pour filles – écoles pour garçons) depuis que l’administration Bush est revenue sur la loi sur la mixité.

## Performances et politiques éducatives
Au début des années 1980, l’enseignement primaire et secondaire souffrait de graves défauts : le niveau des élèves était plutôt mauvais et la violence faisait partie du quotidien. Les inégalités liées au statut social et à l’origine étaient très marquées. On accusait fréquemment le corps professoral de ces mauvais résultats. C’est le rapport Nation at Risk (en) (Pays en danger, 1983) qui fait prendre conscience des échecs du système scolaire américain. Des réformes ont été entreprises pour pallier ces difficultés, au niveau local, comme au niveau fédéral : 
- fondation des Centres de l’Enfance
- institution d’un niveau de connaissances et de savoir-faire minimal avec examens annuels
- réduction de la taille des établissements[39]
- privatisation des écoles publiques
- organisation de sommets de l’éducation dans les années 1990, réunissant les gouverneurs des États
- programme E-Rate, pour le développement de l’informatique et les NTIC

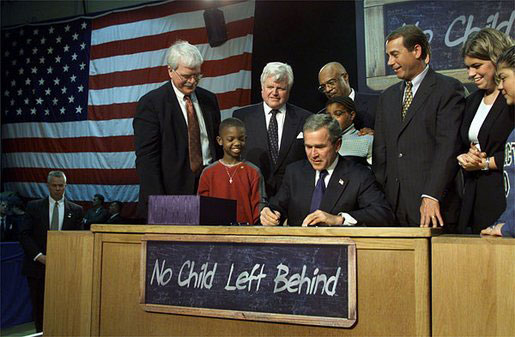
George W. Bush signant la loi « no child left behind », 8 janvier 2002, à Hamilton (Ohio).

Le Gun-Free Schools Act (loi sur la violence armée dans les écoles) de 1994 fait de la « tolérance zéro » une politique fédérale et obligatoire. À la suite de cette loi, de nombreuses écoles suivent la tendance, en prononçant des exclusions automatiques pour possession de stupéfiants ou pour différents comportements jugés non acceptables. Après le massacre de Columbine en 1999 (13 morts et 24 blessés), l'enjeu sécuritaire revient sur le devant de la scène. Cette politique commence progressivement à être remise en cause, en 2011, en raison des très nombreuses exclusions scolaires prononcées pour des motifs parfois futiles ou peu importants (un joueur de hockey exclu pour avoir porté un couteau-suisse visant à réparer sa crosse ; un élève de six ans exclu pour avoir craché des billes de plastique sur ses camarades, etc.).
En 2002, l’administration Bush fait passer la loi « aucun enfant laissé-pour-compte » (No Child Left Behind) qui met l’accent sur l’acquisition de compétence en mathématiques et en lecture. Il s'agit d'augmenter la marge d’intervention du gouvernement fédéral. La loi propose de tester le niveau des établissements et de laisser plus de liberté aux parents afin de choisir une école pour leurs enfants. Une école qui obtient de mauvais résultats peut disposer d’aides financières pour appliquer des « services scolaires supplémentaires », autrement dit des cours de soutien. Les résultats de cette politique sont discutés : certains affirment que les discriminations ont régressé et le niveau de lecture s’est amélioré. D'autres ne notent aucun changement positif.

## Uniformes

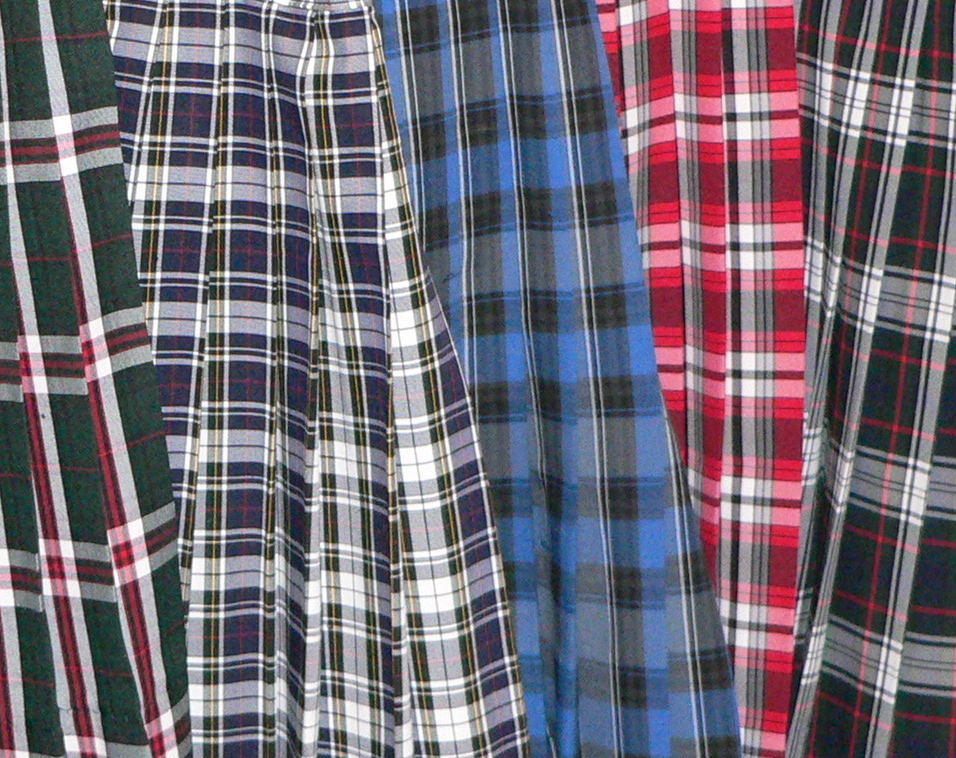
La jupe à motifs écossais est typique de l'uniforme féminin des écoles catholiques du Canada et des États-Unis.

La plupart des écoles publiques des États-Unis d'Amérique n'imposent pas d'uniforme mais ont généralement des codes vestimentaires, qui réglementent en particulier la longueur des jupes et la surface de peau exposée. Ils incluent aussi, en général, l'interdiction de vêtements troués ou abîmés, laissant voir les sous-vêtements, et plus généralement les tenues obscènes, liées aux gangs ou dangereuses. Certains codes vestimentaires spécifient le type de vêtements de haut (par exemple avec des cols) et de bas autorisés, et les couleurs autorisées (généralement les couleurs de l'école). Pendant les dernières années, il a été constaté une forte augmentation de l'utilisation des uniformes à tous les niveaux d'enseignement. Selon la National Association of Elementary School Principals (NAESP), le pourcentage d'écoles publiques imposant l'uniforme est passé de 3 % en 1997 à plus d'une sur cinq (21 %) en 2000.
L'uniforme est très courant dans les écoles privées, en particulier dans les écoles catholiques. Les uniformes sont généralement similaires à ceux utilisés dans les établissements publics, mais certaines écoles utilisent des tenues plus proches des uniformes britanniques, avec des blazers et des cravates. Pour les filles, les jupes peuvent être remplacées par des jupes-culottes, en particulier pour les écoles épiscopaliennes ou non paroissiales.
En 1994, un district scolaire de Californie du Sud, le Long Beach Unified School District, a imposé l'uniforme dans toutes ses écoles primaires et ses collèges. Ce fut le début d'une nouvelle mode aux uniformes scolaires aux États-Unis, en particulier dans les zones urbaines. Bill Clinton parla des efforts de ce district en 1996. L'adoption d'uniformes propres à l'école ou au district (ou au moins d'un « code vestimentaire standardisé », qui n'est pas aussi rigide qu'un uniforme mais qui laisse un peu de liberté dans des limites bien déterminées) était motivé par un besoin de s'opposer aux vêtements liés aux gangs (ainsi que la pression faite aux familles d'acheter des vêtements de marque à leurs enfants pour qu'ils ne soient pas rejetés par leurs camarades) mais aussi d'améliorer la morale et la discipline.

## Yearbook
Un yearbook (ou album de promotion), est un livre recensant les principaux événements de l'année passée d'une école ainsi que les photos et noms des élèves. La quasi-totalité des lycées (high school) et universités (college) américains publient un yearbook.
Avant l'école secondaire, les écoles primaires (elementary school) et collèges (middle school) ont une équipe spécialisée chargée de rassembler les données du yearbook, avec ou sans l'aide des élèves. Ces livres ont en général une pagination bien inférieure à celle des yearbooks des écoles secondaires et des universités.
Les yearbooks des écoles secondaires traitent de sujets variés : la vie des élèves, les différentes spécialités étudiées, la vie sportive, les événements majeurs, etc. Une partie du livre présente une photo de chaque élève ainsi que de chaque association ou club. L'équipe responsable du yearbook est constituée d'élèves de l'école secondaire, aidés par un ou plusieurs conseillers qui ont également d'autres responsabilités dans l'école (professeur d'art, d'informatique, de littérature…). L'équipe du yearbook est constituée de diverses manières : soit par un groupe de volontaires, soit le projet est considéré comme une « matière », soit le projet est assigné aux élèves terminant leurs études.
Les yearbooks d'universités ont souvent le même format. Ils incluent un récapitulatif détaillé de la vie sportive (football américain, basketball). Les yearbooks d'universités sont considérés par l’Associated Collegiate Press (ACP) comme une forme de journalisme. L'ACP organise chaque année une compétition Pacemaker pour déterminer les meilleurs yearbooks de l'année.

## Bal

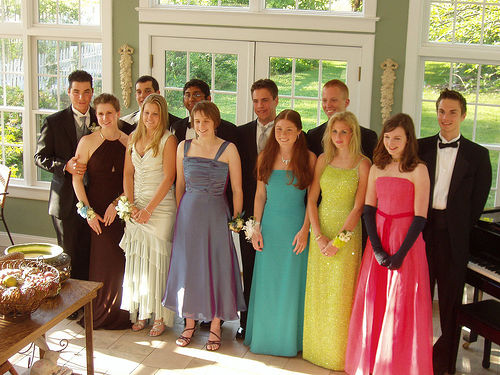
Un rassemblement avant un bal de promo (prom) aux États-Unis : garçons en smoking et filles en robes de soirée avec un bouquet à leurs poignets.

Aux États-Unis, la prom ou prom night est une fête qui a lieu dans les écoles secondaires (high schools) vers la fin de l'année scolaire et à laquelle sont conviés les finissants (seniors ou élèves de 12e année), et parfois les juniors ou élèves de 11e année. L'événement est très important pour tous les élèves américains et figure depuis longtemps dans la culture des États-Unis. On peut désigner par élection, avant ou durant la fête, un roi et une reine du bal, qu'ils soient ou non un couple, pour les honorer. La fête a lieu dans n'importe quelle salle de réception à la disposition, même un gymnase.

## Diplôme de fin d'études secondaires

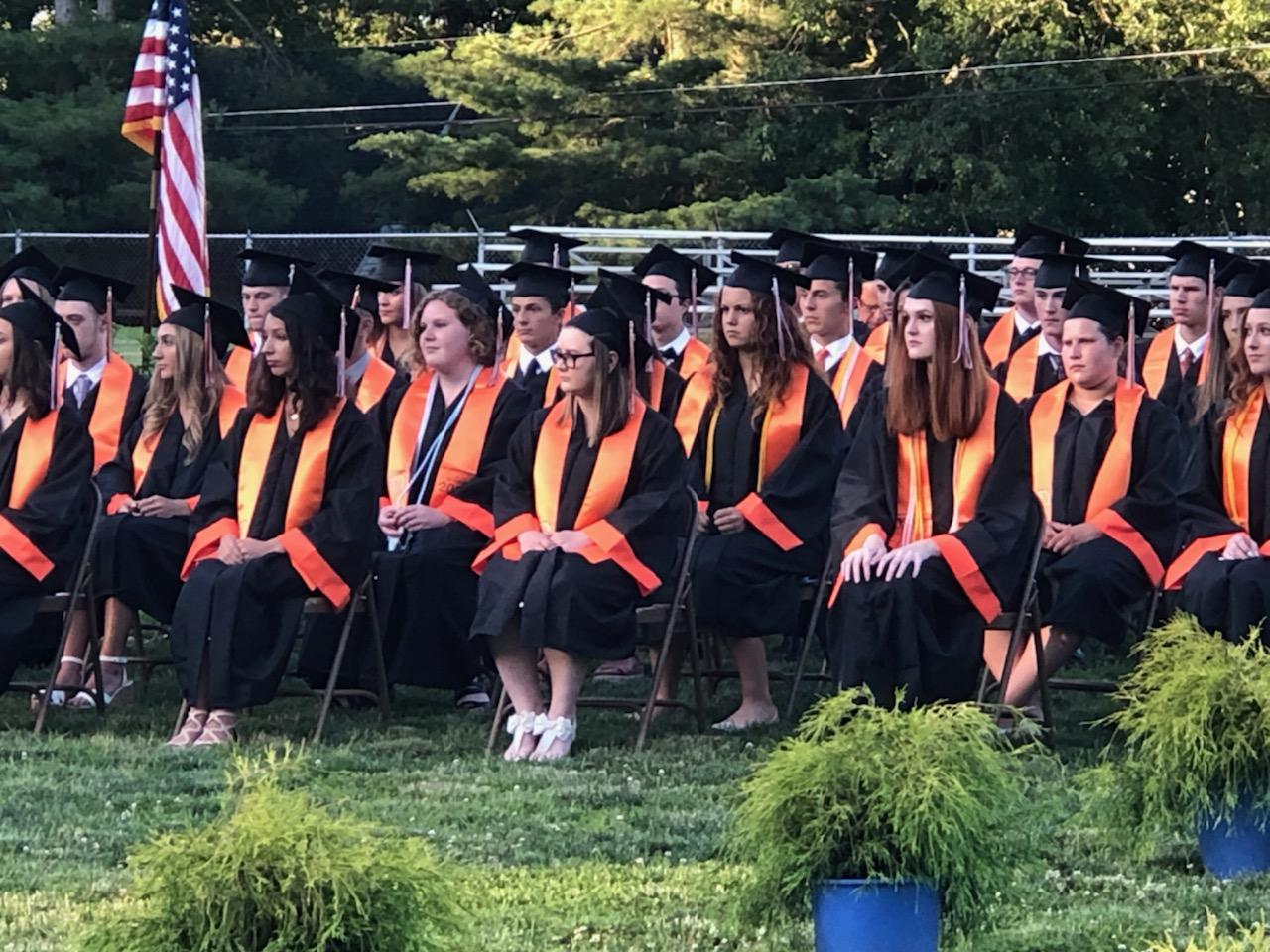
Cérémonie de remise de diplômes. Pitman High School, 2019.

Sous l'impulsion d'un mouvement de réformes commencées au début des années 1990 par la plupart des États et au niveau fédéral, environ deux tiers des étudiants fréquentant une High School publique doivent obtenir un examen diplômant lorsqu'ils sont au grade 10 ou supérieur, même si aucun nouvel État n'a adopté de nouvelles réformes en 2006, selon le Center on Education Policy. Cette obligation a commencé à être controversée quand les États ont refusé de délivrer des diplômes et ont refusé le droit d'assister à la cérémonie de remise des diplômes à des étudiants qui n'avaient pas rempli les conditions requises par l'État. Ces réformes ont été inspirées par le système scolaire d’autres pays. Mais la plupart de ces nations utilisent ces tests pour orienter les étudiants entre les filières générales et technologiques. Alors que la plupart des high schools américaines sont des écoles publiques qui admettent tous les étudiants d’une certaine zone géographique, quels que soient leurs capacités et leur dossier scolaire.
Le Business Roundtable (association composée des PDG des plus grandes compagnies américaines) a milité en faveur d’une éducation basée sur des standards, afin que les étudiants du monde entier puissent atteindre un niveau égal et ainsi leur assurer un succès dans leurs études universitaires ou leur carrière. Les progressistes tels que Gary Orfield de l’Université Harvard et de l’organisation Fairtest, chargée de promouvoir une plus grande égalité dans l’évaluation des étudiants, appuyés par les partisans d’une éducation plus traditionnelle, se demandent si ce but est réaliste et possible à mettre en œuvre étant donné la grande diversité dans les compétences des étudiants. La communauté enseignante a remis en cause la justice d’un système qui pénalise les étudiants défavorisés, qui échouent en moyenne deux à quatre fois plus que les étudiants les plus performants.

## Enseignement supérieur

### Histoire

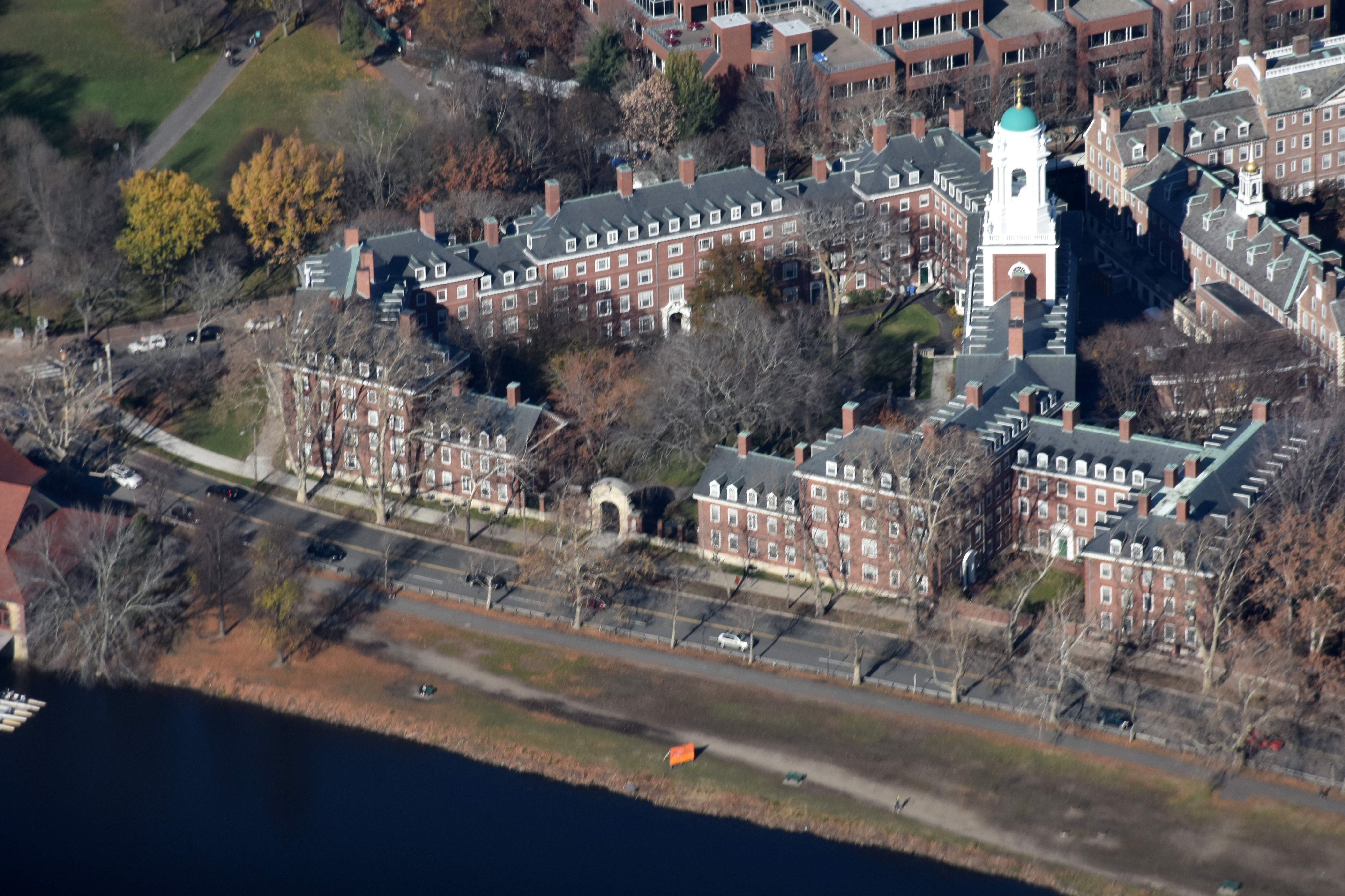
Vue aérienne de l'Harvard College

Fondé en 1636, le Harvard College dans le Massachusetts, est l'établissement d'enseignement supérieur le plus ancien des États-Unis.
D'après le sociologue Rick Fantasia, jusqu'à la Seconde Guerre mondiale, les universités américaines « opéraient au service de la classe supérieure, accueillant presque uniquement les enfants des familles patriciennes, en général sur la base d’un clin d’œil et d’une poignée de main » (autant dire en fonction du réseau de relations sociales). Une fois admis, ces fils de famille au « sang bleu » menaient une existence universitaire paisible dans un climat de vénération institutionnelle. Ils établissaient avec leurs pairs des liens solides appelés à durer toute leur vie, du Rotary Club aux conseils d’administration, en passant par les terrains de golf (c’est ce qu’on appelle encore le « old boy network », ou « réseau des garçons d’âge mûr »). » Après la Seconde Guerre mondiale, l'accès à l'université commence à se démocratiser. Le nombre d'établissements publics augmente et leurs frais de scolarité sont relativement peu élevés. Les effectifs étudiants connaissent une progression spectaculaire. Le système universitaire est progressivement redevenu largement élitiste. En 2003, seuls 3 % des étudiants des 146 universités considérées comme les plus compétitives venaient d'un milieu social modeste.

### Performances et financement

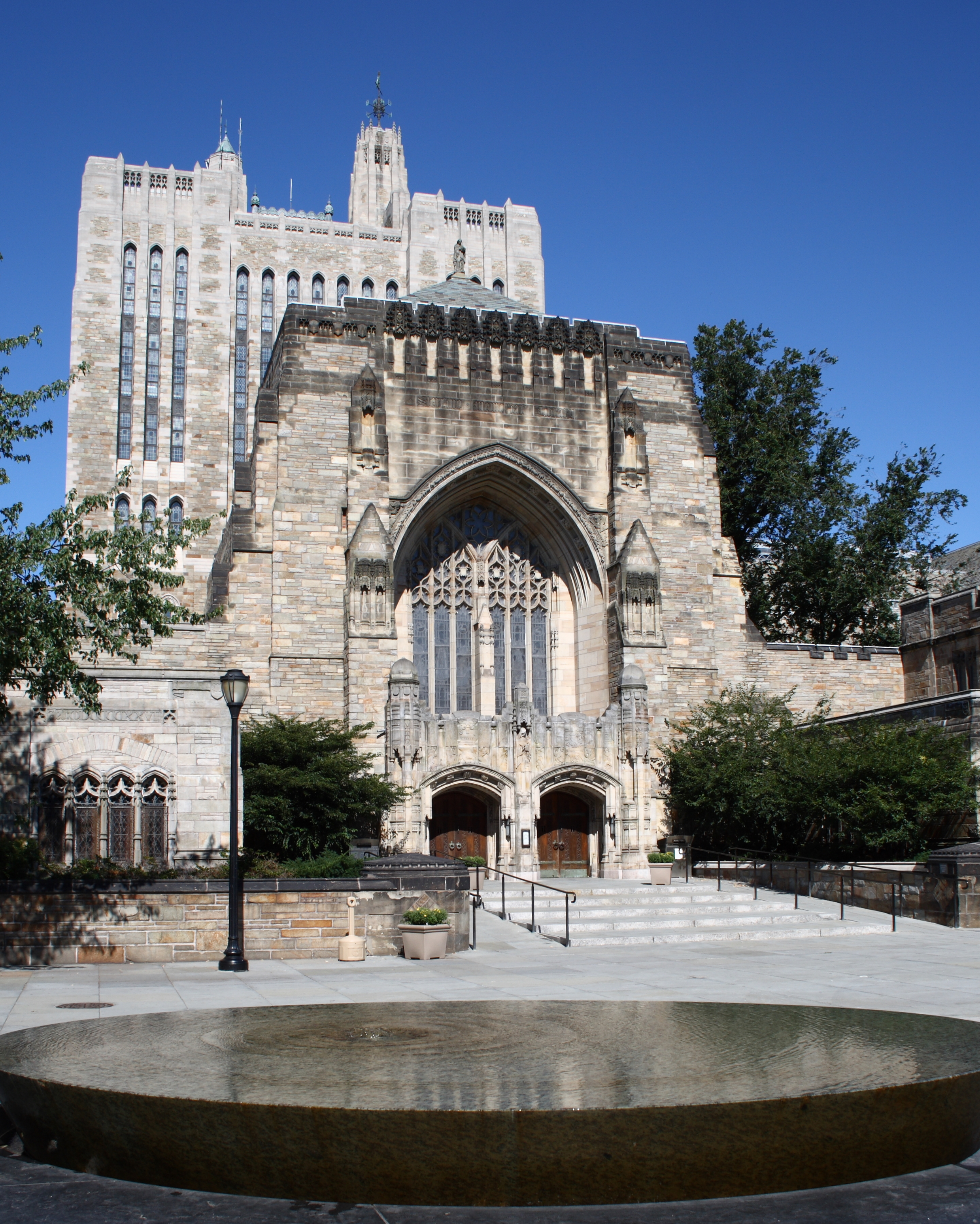
Sterling Memorial Library, à l'université Yale.

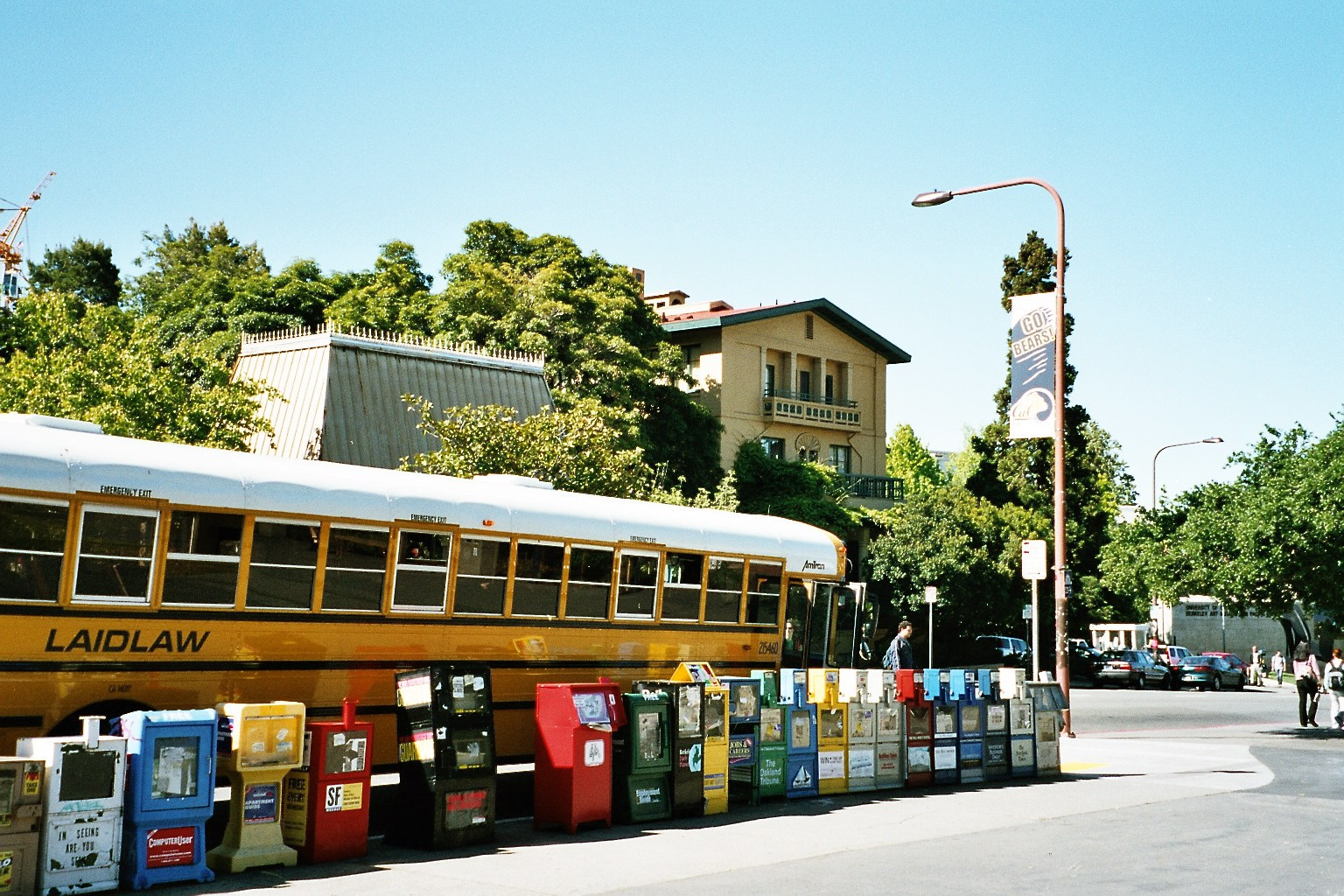
Autobus scolaire sur le campus de l’université de Californie à Berkeley (Californie).

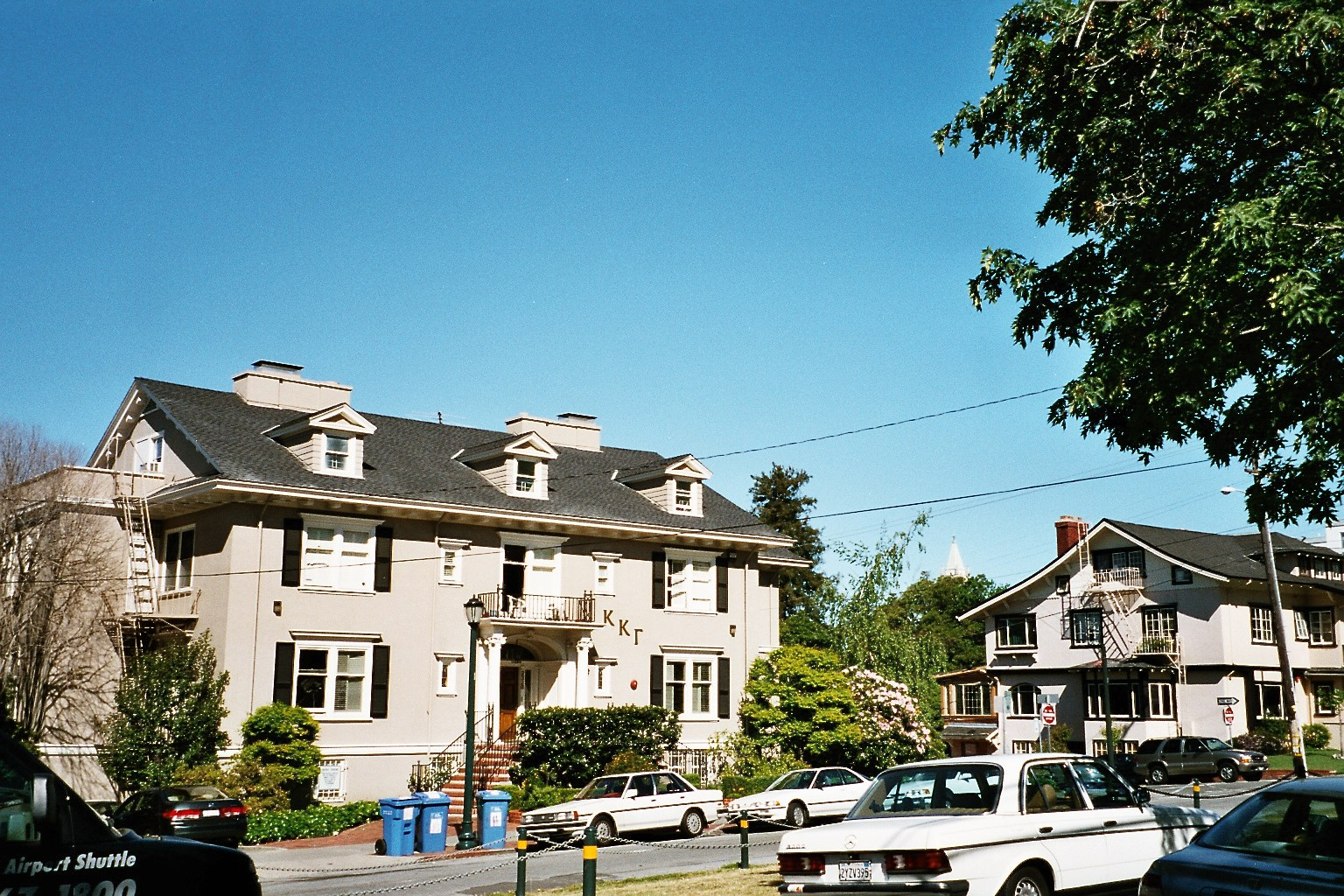
Bâtiment d'une fraternité étudiante sur le campus de Berkeley (Californie), en 2004.

19 millions de jeunes américains fréquentent un établissement d'enseignement supérieur. Environ 500 000 étudiants étrangers fréquentent les universités américaines et un certain nombre reste aux États-Unis après l'obtention de leur diplôme.[réf. nécessaire] L'économie du pays profite du brain drain (Fuite des cerveaux), surtout de ressortissants de pays en voie de développement.
En 1998, 35 % des Américains avaient un diplôme d'études supérieures contre 11 % en 1970. L'État fédéral et les universités dépensent 260 milliards de dollars pour l'enseignement supérieur en 2000, ce qui représente 2,6 % du PIB. Enfin, les universités américaines accueillent 565 000 étudiants étrangers en 2006, dont 60 % d'Asiatiques. De plus, certaines personnes retournent à l’université après l’âge de 30 ans. Les minorités progressent : elles représentaient 16 % des étudiants américains en 1976 et 35 % en 1995.
La moitié des universités les plus prestigieuses se trouvent dans quatre états : trois états du Nord-Est (New York, Massachusetts, Pennsylvanie) et la Californie. Les études supérieures sont payantes, mais les frais de scolarité varient selon les établissements.
Si l'enseignement secondaire souffre de nombreuses carences, l'enseignement supérieur est l'un des meilleurs du monde. Les universités américaines dominent le classement de Shanghai : en 2021, sur les 20 meilleures universités du monde, 16 étaient américaines, la première étant, depuis plusieurs années, Harvard. Les plus grandes universités ont plus de 50 000 étudiants.[réf. nécessaire] Le système universitaire américain forme des cadres efficaces et a tissé de nombreux liens avec le monde des entreprises. Dans un pays fédéral, comme les États-Unis, le système universitaire est décentralisé et les établissements d'enseignement supérieur jouissent d'une grande autonomie qui leur permet aussi une grande souplesse. Les universités américaines bénéficient de moyens financiers considérables : par exemple, le capital de Harvard ou endowment est de 41,9 milliards de dollars.

### Problèmes sociaux et diversité ethnique

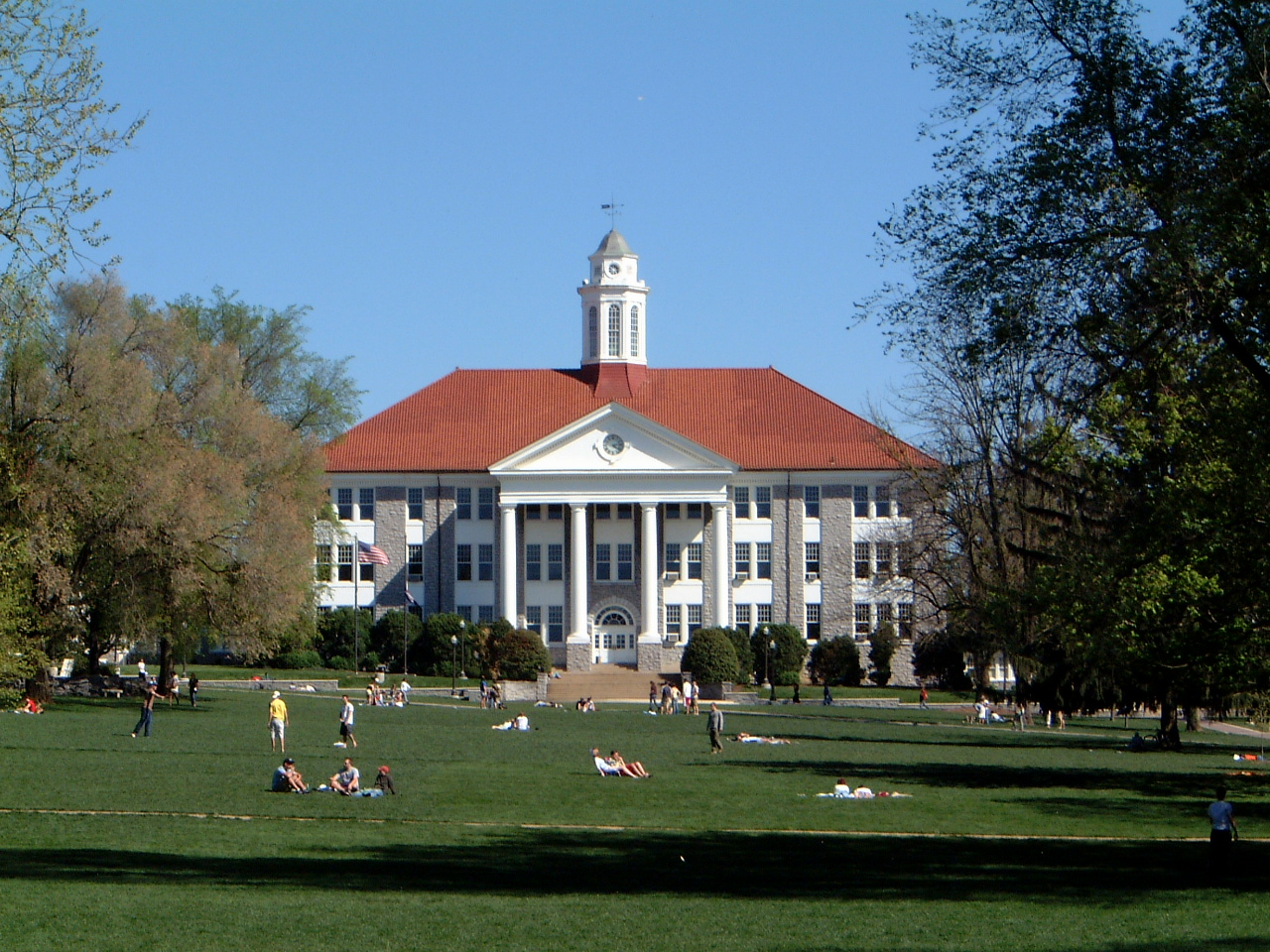
Le campus de l'Université James Madison, Harrisonburg, Virginie

Les réussites des universités américaine sont à nuancer cependant : la plupart des avancées importantes venant d'étudiants étrangers déjà formés dans le supérieur dans leurs pays d'origine.[réf. nécessaire]  Beaucoup d'étudiants américains doivent s'endetter pour accéder à l'enseignement supérieur. Les frais d'inscription dans une toute petite université publique américaine s'élevaient en 2008-2009 en moyenne à 6 585 dollars par an ; dans une université privée la moyenne se chiffrait à 25 143 dollars. Le coût total d'une année universitaire aux États-Unis s'élève donc, selon l'université choisie et le coût de la vie dans sa localité, à un minimum de 20 000 dollars environ au total, jusqu'à 45 000 dollars, ou plus.[réf. nécessaire]. Peu de familles peuvent financer totalement les études de leurs enfants : on a donc recours aux bourses, aux emprunts et au travail étudiant. Par contre, les bourses au mérite pour de grandes performances sont nombreuses et confortables selon les différents cycles universitaires.
En dépit de l'augmentation du pourcentage d'Américains obtenant un diplôme d'études supérieures, on observe dans les années 2000 une augmentation dix fois plus rapide des frais universitaires que le revenu médian ce qui est analysé[Par qui ?] comme une perspective négative pour la classe moyenne et qui explique en partie le surendettement des jeunes diplômés (à hauteur au total de 1 600 milliards de dollars en 2019), un surendettement d'autant plus dangereux qu'il coïncide avec une dévalorisation des titres universitaires[précision nécessaire].
Les universités prestigieuses considèrent la filiation du candidat parmi leurs critères de sélection. . Autrement dit, un étudiant qui aurait 40 % de chances d’être admis sur la base de ses mérites et de son profil (résultats au test d’aptitude scolaire, qualités sportives, genre, etc.) voit celles-ci grimper à 85 % en cas d’hérédité favorable »,.
Ces critères de sélection héréditaire sont en vigueur dans les trois quarts des cent universités américaines les mieux cotées, ainsi que dans les cent meilleures écoles d’arts libéraux des États-Unis. Solidement établi aux États-Unis, ce droit de succession universitaire est « pratiquement inconnu partout ailleurs », observe le journaliste Daniel Golden, qui le considère comme « presque exclusivement américain ».
Selon les avocats John Brittain et Eric Bloom, les étudiants appartenant aux minorités (Noirs, Hispaniques, Amérindiens) représentent 12,5 % des candidatures aux universités sélectives, mais seulement 6,7 % des candidatures retenues, au bénéfice de ceux qui peuvent faire valoir leur filiation.[réf. nécessaire] Avoir effectué ses études dans ces établissements constitue un avantage majeur sur le marché du travail. Ainsi, à qualifications égales, ces diplômés perçoivent un salaire supérieur de 45 % en moyenne à celui de leurs pairs sortis d’établissements moins renommés. Plus de 50 % des grands patrons et 40 % des responsables gouvernementaux ont fait leurs études dans l’une des douze universités les plus cotées.

### Organisation
Il existe plusieurs types d'établissement d'enseignement supérieur aux États-Unis : le college dispense un enseignement de premier cycle et prépare aux études undergraduates en quatre ans qui mènent au diplôme de bachelor, dont l'obtention est nécessaire à la poursuite des études graduates. Les deuxième et troisième cycles sont préparés dans les graduate schools. Les professional schools préparent aux études d'une seule discipline (droit, médecine, etc.). Les universités sont les établissements les plus prestigieux et les plus coûteux.
Chaque État de l'Union a, en principe, plusieurs universités privées ainsi que plusieurs universités publiques : un ensemble plus prestigieux dit « université de... » (par exemple University of Arizona) dont le siège est souvent très sélectif, un système parallèle et moins prestigieux, « université d'État de... » (par exemple Arizona State University) et des Community Colleges qui dispensent des cours universitaires de première/deuxième année ainsi que des cours professionnels, techniques et de la formation continue. Les exceptions concernent de rares États comme celui de New York et la Pennsylvanie (dont les « universités de... » sont privées et les universités dites « État de... » forment un seul ensemble public) et l'Ohio (où le principe « État de... » est le plus sélectif). Les territoires américains d'outre-mer comme Guam, les Îles Vierges américaines et Porto Rico ont, eux aussi, leurs universités publiques. Les établissements de Porto Rico fonctionnent pour la plupart en espagnol (avec certains programmes disponibles aussi en anglais). Dans les cinquante États, à Guam et aux Îles Vierges, la langue d'enseignement est l'anglais. Les universités privées sont financées par les États, les entreprises, les dons et les fondations. Certaines dépendent d’institutions religieuses, d’autres sont liées à des associations.

### Collèges communautaires

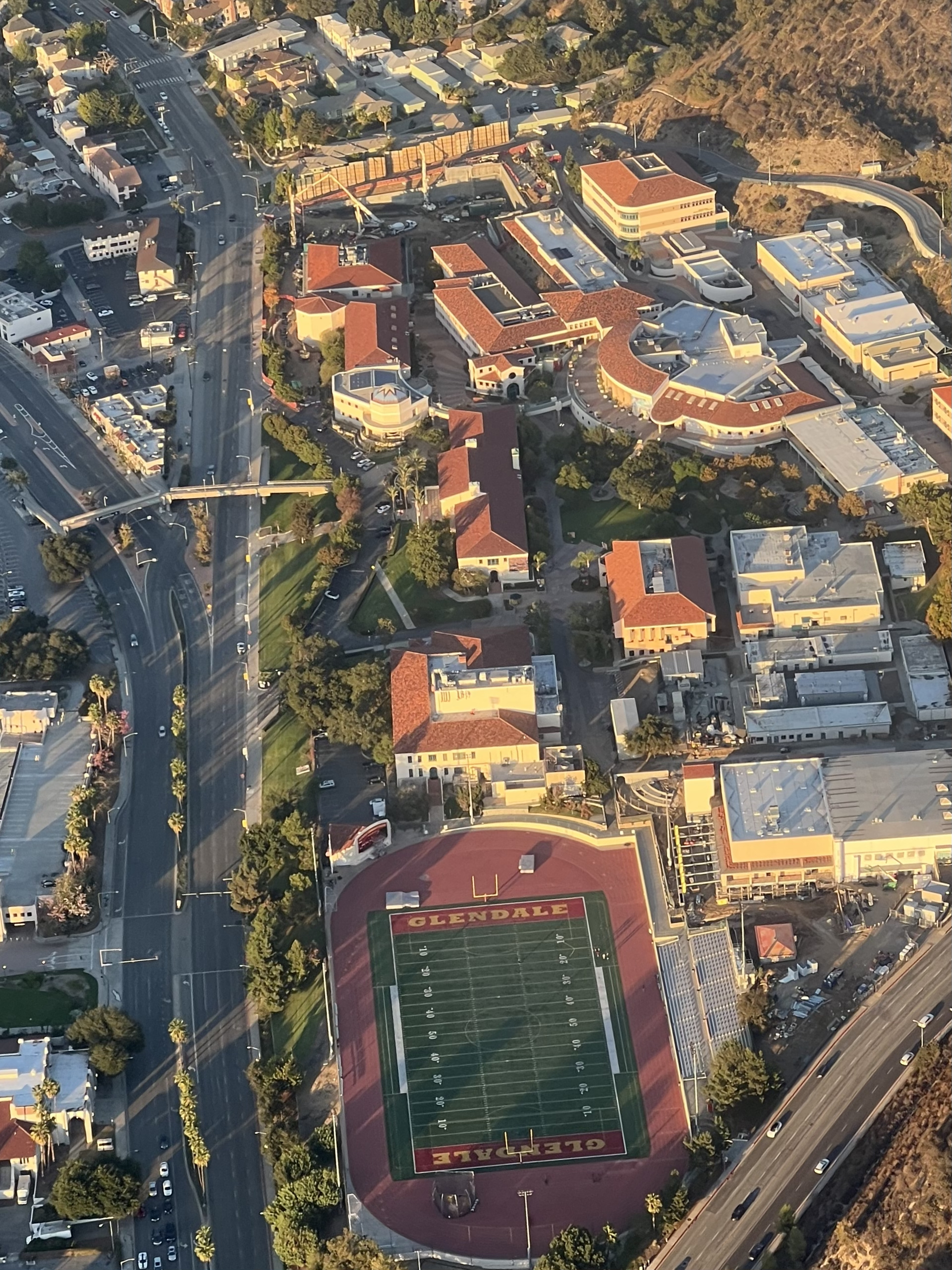
Vue aérienne du Glendale Community College (2021), Californie

Les junior colleges et les community colleges donnent accès à des études courtes (deux années) et sont plus facilement accessibles que les autres établissements d'enseignement supérieur. Les community colleges préparent les étudiants à entrer dans le monde du travail et proposent des cours de rattrapage. Les étudiants qui fréquentent les community colleges peuvent par la suite intégrer l'université. En 2017, ces établissements étaient au nombre de 1 200 aux États-Unis, et comptaient 7 millions d'étudiants américains et étrangers, soit un étudiant sur trois.
Les collèges communautaires permettent aux étudiants américains de bénéficier d'une bonne formation professionnelle sans devoir nécessairement recourir aux grandes universités très onéreuses. Ce sont des établissements d'enseignement supérieurs non sélectifs et beaucoup moins couteux que les universités. En moyenne, un étudiant américain dans un community college doit payer 3 400 dollars par an. Alors que dans les universités, ce sont souvent des doctorants qui assurent les cours de première année, dans les community colleges, ce sont des professeurs titulaires. Beaucoup de cours se font en petits groupes de 25/30 élèves.

### Universités
Généralement, les universités sont dirigées par un conseil d'administration qui détermine la politique en matière d'enseignement et de recherche. L’État fédéré détient la majorité des sièges dans les conseils d'administration des universités publiques. Mais l’État fédéral joue un rôle important dans la recherche-développement. Le conseil d’administration dispose d’un droit de regard sur les programmes, les disciplines enseignées et le budget. Le gouvernement fédéral alloue des fonds pour la recherche et le développement. Il existe des frais d’inscription à l’entrée dans l’université. Ceux-ci varient en fonction de l'État (pour les universités publiques) ou le prestige de l’établissement (pour les universités privées). Les salaires des enseignants ne sont pas les mêmes d’une université à l’autre. Ils sont recrutés et remerciés par le Conseil d’éducation de l’État.

### Traditions estudiantines

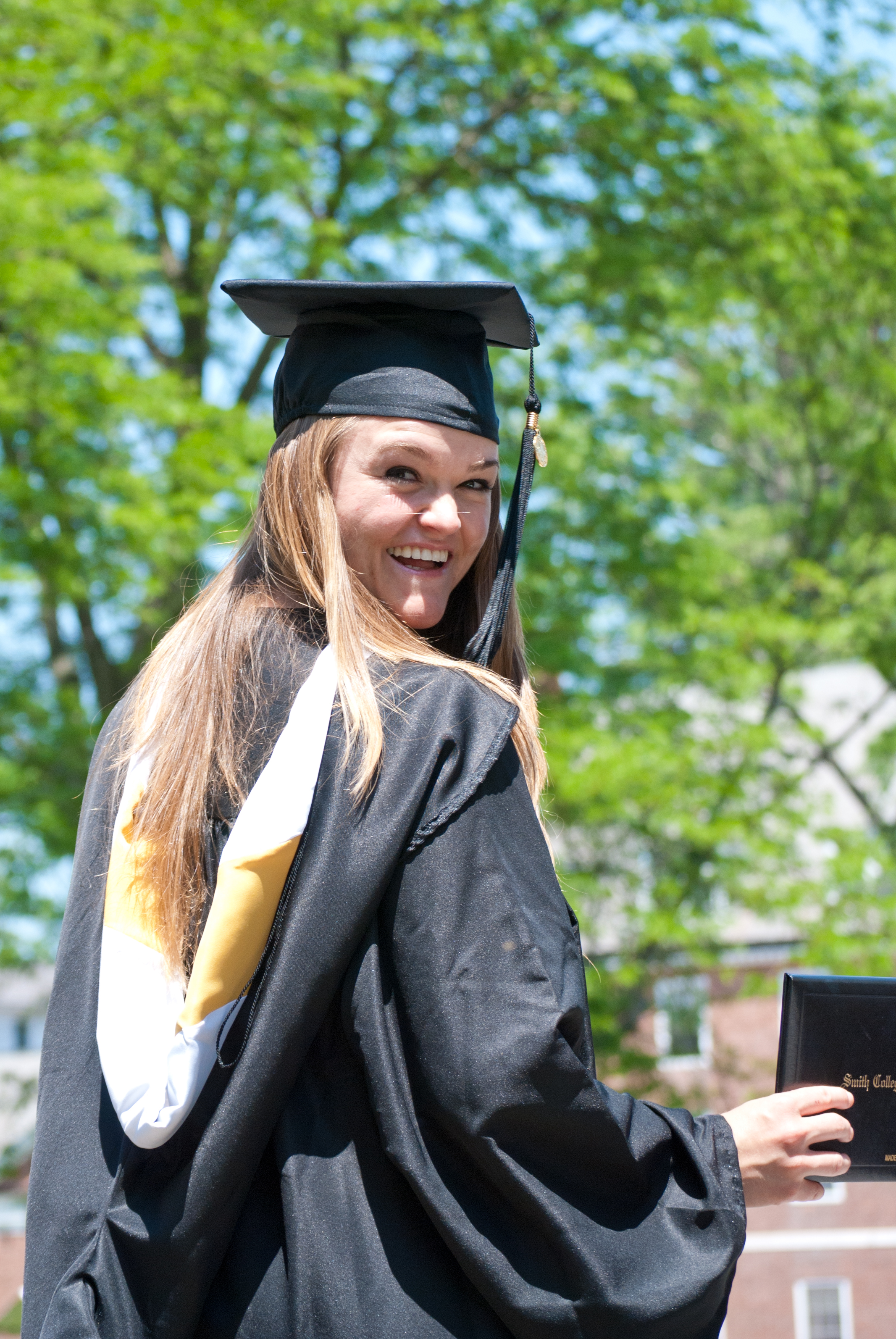
Costume de remise des diplômes, Smith College.

La semaine de relâche (March Break, Spring break ou Study Week en anglais) est  un congé pris par les étudiants américains d'une durée d'une semaine ou deux. Alors que la plupart des étudiants profitent de cette semaine pour étudier, certains se rendent dans un pays tropical ou une station de ski alors que de nombreuses familles en profitent pour faire des activités de plein air. Aux États-Unis, la semaine de relâche est organisée, selon les districts scolaires, entre la fin du mois de février jusqu'à la mi-avril, mais principalement durant les deux premières semaines de mars. La destination privilégiée des étudiants nord-américains est le Mexique, avec les villes de Cancún, Acapulco, Puerto Vallarta ou Tijuana et la Floride (Miami). Atlanta organisait jusqu'en 1999 son Freaknik durant le troisième week-end d'avril.
Les insignes académiques (academic regalia) sont une autre tradition dans l'enseignement supérieur américain. Elles comportent plusieurs objets :
- Tunique ou robe universitaire : la robe académique américaine est généralement fermée à l’avant, avec une capuche à l'arrière ; le costume peut-être complété avec des foulards, des étoles ou des cordes ; la couleur dépend de la discipline :  blanc pour les arts libéraux, jaune d'or pour les sciences, vert pour la médecine, bleu foncé pour la philosophie, etc.
- Couvre-chef (mortarboard)

Autres traditions : 
- Remise des diplômes
- Association d'anciens élèves (alumni)